# Kurta (miejscowość)

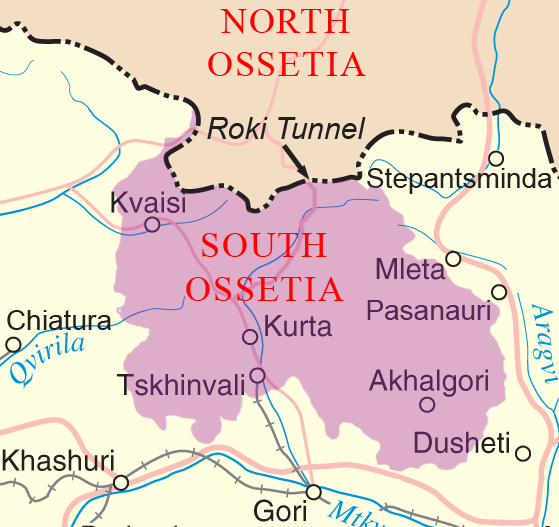
Mapa Osetii Południowej z Kurtą

Kurta (gruz.  ქურთა; oset. Курта) – opuszczona wieś w Osetii Południowej. W 1989 miała 1101 mieszkańców, w 2002 – 1124, obecnie jest ich 0.
Leży 9 km na północny wschód od stolicy Cchinwali przy strategicznej drodze transkaukaskiej i na prawym brzegu rzeki Wielka Liachwi. Zamieszkiwana przez etnicznych Gruzinów, pozostała pod kontrolą Gruzji po wojnie z lat 1991–1992. Od 11 kwietnia 2007 do wybuchu wojny w sierpniu 2008 służyła jako siedziba lokalnej gruzińskiej administracji, jednak po zdobyciu przez separatystów ewakuowano Gruzinów, a Kurta pozostała zupełnie opuszczona.